# Ярьян, Ям
Кларенс Эверетт «Ям» Ярьян (англ. Clarence Everett «Yam» Yaryan; 5 ноября 1892, Ноултон, Айова — 16 ноября 1964, Бирмингем, Алабама) — американский бейсболист и тренер, играл на позиции кэтчера. Выступал в Главной лиге бейсбола в составе «Чикаго Уайт Сокс».

## Биография
Кларенс Эверетт Ярьян родился 5 ноября 1892 года в Ноултоне в штате Айова. Он был третьим из пяти детей в семье Леандера Ярьяна и его супруги. Оба имели немецкие корни. Глава семьи управлял магазином и был почтмейстером Ноултона. Около 1910 года Ярьян женился на школьной учительнице Анне Бейкер, в браке у них родилось двое детей.
В бейсбол Ярьян начал играть подростком. Он выступал за местные любительские команды, в середине 1910-х годов перешёл на полупрофессиональный уровень. В 1917 году он попал в состав команды A-лиги из Уичито, где в течение четырёх сезонов играл на позиции кэтчера. В 1920 году Ярьян завершил чемпионат с показателем отбивания 35,7 % и стал лидером лиги по количеству хитов, набранных ранов и занятых баз. В прессе его прозвали «Бейбом Рутом Западной лиги». После столь успешного сезона его контракт за неизвестную сумму был выкуплен клубом Главной лиги бейсбола «Чикаго Уайт Сокс».
В 1921 и 1922 годах Ярьян был дублёром основного кэтчера команды Рэя Шалька. На поле он появлялся редко, большую часть времени помогая разминаться запасным питчерам. В тот же период его партнёр по команде Эдди Коллинз дал Ярьяну прозвище «Ям». За два сезона он сыграл за «Уайт Сокс» в 81 матче, заработав показатель отбивания 26,0 %. После окончания чемпионата 1922 года его продали в команду Лиги Тихоокеанского побережья «Сиэтл Индианс».
В «Индианс» Ярьян быстро стал звездой, в день открытия чемпионата выбив победный хоум-ран в девятом иннинге. В другой игре он реализовал пять выходов на биту из пяти, выбив два хоум-рана, дабл и два сингла, а в выездном матче в Сакраменто 20 июля 1923 года ему удался сайкл. После окончания сезона Ярьян не стал возвращаться домой в Айову, спустя несколько месяцев его арестовали по обвинению в оставлении семьи и использовании поддельных чеков. История закончилась разводом, второй раз он женился через шесть лет.
Сезон 1924 года он провёл в составе команды Южной ассоциации «Мемфис Чикасос», где был одним из лучших отбивающих. Результативная игра Ярьяна помогла «Чикасос» выйти в финал, где они проиграли «Форт-Уэрт Пэнтерс». Летом 1925 года он перешёл в «Бирмингем Бэронс». За команду он играл до конца 1930 года, неизменно входя в число её лидеров. Сезон 1928 года Ярьян завершил с лучшим в своей карьере показателем отбивания 38,9 %. Он хорошо играл и в защите, но из-за возраста клубы Главной лиги бейсбола не проявляли к нему интереса. В последние два сезона в «Бэронс» его игровое время постепенно сокращалось из-за травм и в январе 1931 года он был продан в «Форт-Уэрт Пэнтерс».
В последующие два сезона Ярьян играл за «Чаттанугу Лукаутс», «Батон-Руж», «Нью-Хейвен» и «Йорк Уайт Роузес». В 1932 году он завершил карьеру и осел в Бирмингеме в штате Алабама, где работал продавцом бытовой техники и играл в местных полупрофессиональных командах. В профессиональный спорт он вернулся летом 1936 года, заняв должность играющего тренера команды «Андалусия Редс», выступавшей во Флоридско-Алабамской лиге. Два года подряд Ярьян приводил её к чемпионскому титулу. Также он внёс большой вклад в развитие таланта будущего победителя Мировой серии питчера Вирджила Тракса. В 1939 и 1940 годах он также возглавлял команды младших лиг «Гэдсден Пайлотс», «Эннистон Рэмс» и «Истон Янкис».
В 1940-х и 1950-х годах Ярьян работал продавцом в универмаге Sears. В 1948 году умерла его вторая жена Айва, родившая ему сына. Через год он женился в третий раз. Ярьян был большим поклонником рыбалки. В ноябре 1964 года во время одного из выездов на природу он тяжело заболел и был госпитализирован в больницу Вест-Энд в Бирмингеме. Там он и скончался 16 ноября 1964 года. Причиной смерти стало кровоизлияние в мозг.